# Yasunori Takada
Yasunori Takada (Kanagawa, 22 februari 1979) is een voormalig Japans voetballer.

## Carrière
Yasunori Takada speelde tussen 1997 en 2010 voor Shonan Bellmare, Yokohama FC en Thespa Kusatsu.